# Noël dans la rue
 (février 2020).
Noël dans la rue est une série de concerts et compilations d'albums de musique metal punk rock, sur le thème de la chanson de Noël, dont le premier album est sorti en 1996.

## Histoire
Le premier album « Noël dans la rue » est paru en 1996 et comportait des chansons de plusieurs groupes d'enverdure au Québec comme Anonymus, B.A.R.F., Groovy Aardvark et Overbass.
La seconde édition a lieu en 1998 et met en vedette notamment Groovy Aardvark, B.A.R.F., Kermess et Guérilla
La troisième édition a lieu en 2000.
En 2019 la compilation s'intitule « Noël in extremis » où se retrouve plusieurs groupes dont Anonymus, Mononc' Serge, B.A.R.F. et Insurrection, ainsi que des groupes émergents.
La chanson « Minuit chrétien » reprise par B.A.R.F. arrive en 39e position des meilleures chansons de Noël, selon le Journal de Montréal, en 2018.
Il s'agit de musique québécoise du temps des fêtes.

## Discographie
- 1996 : Noël dans la rue I

1. B.A.R.F. - Minuit Chrétien
2. Groovy Aardvark - Carol Of The Bells
3. Overbass - Avec une petite caisse
4. Anonymus - Les Anges Dans Nos Campagnes
5. Kermess - Glory Alleluia
6. Banlieue Rouge - Les Bergers De Bacchus
7. Oblik Instance - La Valse Des Sans-Abris
8. Necrotic Mutation - Ça Bergers
9. Slam Corrida - Mon beau sapin
10. Uncle Costa And The Scumbags - Il est né le criss d'enfant

- 1998 : Noël dans la rue II

1. Groovy Aardvark - Entre Le Boeuf Et l'Ane Gris
2. B.A.R.F. - Sainte Nuit
3. Kermess - Prendre Un Verre De Biere
4. Redcore - Falalalala
5. Guérilla - Pere Noel Arrive Ce Soir
6. TSPC - La Charlotte Prie Notre-Dame
7. Raid - La Danse A St-Dilon
8. Guano - L'Archange Gabriell
9. Men 'O' Steel - J'ai Vu Maman Embrasser Le Pere Noel
10. Monsieur Toad - Au Royaume Du Bonhomme Hiver

- 2000 : Noël dans la rue III

1. We Da People - Le jour de l'an
2. Buildings - White Christmas
3. Watcha - X-Mass
4. Rainmen - Minuit Chrétien (RockRap)
5. Union Made - Ave Maria
6. Mental Disorder - Le petit renne aux yeux rouges
7. La Cage De Bruits - Le tambour
8. Quo Vadis - So This Is Christmas (War Is Over)
9. Deadly Pale - Mrs Grinch
10. Minds - The Last Noël
11. Witz - Adestes Fidèles

- 2019 : Noël in extremis

1. Intro
2. B.A.R.F. – 23 décembre
3. Insurrection – L’enfant au tambour
4. Nova Spei – Rocker comme des pwels
5. Anonymus – Noël Blanco
6. The Black Russian – All I Want for Christmas
7. Dizzygoth – Jingle Bell Rock
8. Lethal Creation – Los Peces en el Rio
9. Special Ops – Deck the Halls
10. Barfonymus & Les Grincheux – Minuit Chrétien
11. Anonymus & Mononc' Serge – Les fêtes en enfer